# Amandine Giardino
Pour les articles homonymes, voir Giardino.
Amandine Giardino, née le 30 mars 1995 à La Seyne-sur-Mer (Var), est une joueuse internationale française de volley-ball évoluant au poste de libéro.
Joueuse professionnelle depuis 2013 et son arrivée à l'AS Saint-Raphaël, elle mesure 1,72 m et joue pour l'équipe de France depuis 2016.

## Biographie

### Jeunesse et formation
Elle commence à jouer au volley-ball dans le club local de l'ES Toulon-Six-Fours et progresse rapidement, ce qui lui vaut d’intégrer le Pôle France de Boulouris. Elle pense dès lors suivre le cursus classique en passant par l’Institut fédéral de volley-ball, mais son club, qui évolue alors en deuxième division nationale, lui propose une place de titulaire à 15 ans. Elle saisit cette occasion pour une année et fait finalement sa dernière année de junior au sein de l’IFVB.

### Carrière en club

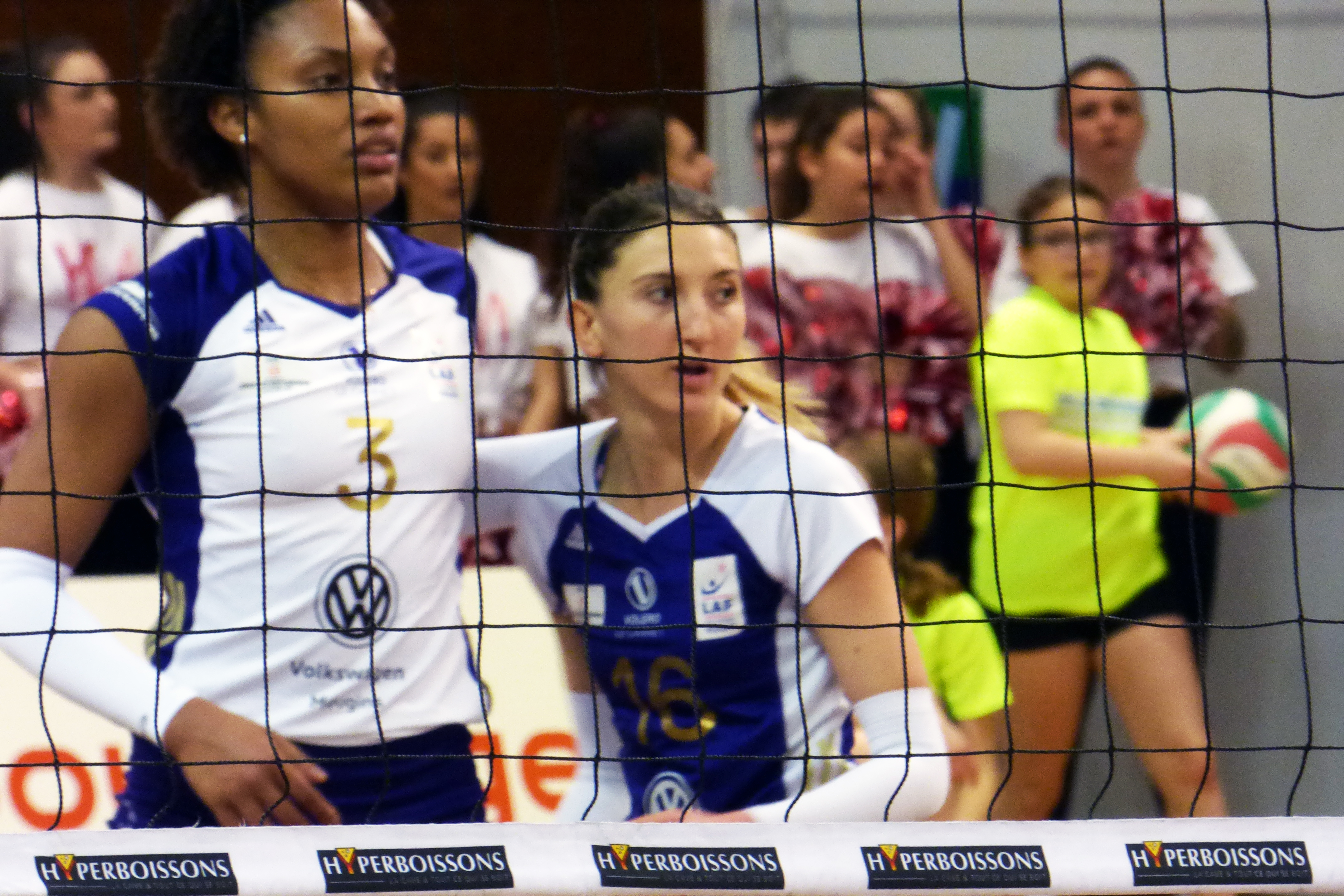
En Ligue A avec Volero Le Cannet au cours de la saison 2018-2019.

Amandine Giardino signe professionnelle en 2013 avec Saint-Raphaël à 18 ans seulement. Elle devient dès lors libéro après avoir joué réceptionneuse-attaquante plus jeune. Au cours de cette première saison en deuxième division, elle remporte la Coupe de France fédérale et monte en Ligue A. À l'intersaison 2014, elle choisit le club du Cannet  dans un objectif de progression. La Varoise y joue peu mais apprend beaucoup au sein d’une équipe qui remporte la Coupe de France 2015. L'année suivante, elle s'engage avec l'AS Saint-Raphaël, club qui, relégué sportivement la saison précédente, est repêché grâce à deux défections. Elle débute sa première année en étant la seule française titulaire au sein d'une équipe composée essentiellement de joueuses étrangères et qui se qualifie difficilement pour les play-offs, en septième position, en ne gagnant que dix matches sur 22 de saison régulière. Au terme de la saison, elle remporte un inattendu titre de champion de France 2016, dans une finale à rebondissements face au RC Cannes par 3 set à 2 (27-25, 26-24, 23-25, 21-25, 15-9), mettant fin au règne sans discontinuité depuis 1998 du club cannois,,,. Après son étape raphaëloise de trois saisons, elle choisit en 2018 de faire chemin inverse et signe dans son ancien club du Cannet,,. En 2021, elle s'engage pour le Pays d'Aix Venelles,. Au cours de sa première année, en novembre 2021, elle est testée positive au Covid-19 et doit rester à l’isolement durant une période de 10 jours.
En mars 2023, elle s'engage pour une durée de deux saisons avec les Neptunes de Nantes. Capitaine de l'équipe lors de la saison 2023-2024, elle termine finaliste de la Challenge Cup (C3) face à la formation italienne d'AGIL Novare. Le 30 mars 2024 — jour de ses 29 ans —, elle remporte la finale de la Coupe de France face au Volley Mulhouse Alsace (3-0 : 25-19, 25-18, 25-20).
Elle quitte les Neptunes de Nantes à l'issue de l'exercice 2024-2025, en étant vice-championne de France de Saforelle Power 6.

### En sélection nationale
Passée par toutes les équipes de France de jeunes, elle débute en équipe de France A à l’été 2016, puis son éclosion est retardée par une blessure au pied en 2017. Elle y est réellement installée depuis l’été 2018 avec un premier match en tant que titulaire face à la Hongrie. L’année suivante, elle figure dans la liste des 14 joueuses appelées  par le sélectionneur Émile Rousseaux pour l'Euro 2019 en Turquie où elle vit sa première expérience d'une grande compétition internationale. Les Françaises sont éliminées dès le premier tour,. En 2021, elle fait partie de l'équipe de France qui réalise l'exploit d'atteindre les quarts de finale du Championnat d'Europe, constituant une première depuis 2013,,.

## Clubs
- AS Saint-Raphaël (2013–2014)
- ES Le Cannet-Rocheville (2014–2015)
- AS Saint-Raphaël (2015–2018)
- Volero Le Cannet (2018–2021)
- Pays d'Aix Venelles (2021–2023)
- Neptunes de Nantes (2023–2025)
- Volero Le Cannet (2025–)

## Palmarès

### En sélection nationale
- Challenger Cup (1) : 
  -  Vainqueur en 2023.

- Ligue européenne (1) : 
  -  Vainqueur en 2022.

- Tournoi de France (amical) : 
  - Finaliste en 2022.

- Coupe Savaria (1) (amical) : 
  - Vainqueur en 2019.

### En club
- Challenge Cup :
  - Finaliste en 2024.

- Championnat de France (1) :
  - Vainqueur en 2016.
  - Finaliste en 2015, 2024, 2025.

- Coupe de France (2) :
  - Vainqueur en 2015, 2024.
  - Finaliste en 2020, 2025.

- Supercoupe de France (2) :
  - Vainqueur en 2016, 2024.

- Championnat de France Élite :
  - Finaliste en 2014.

- Coupe de France amateur (1) :
  - Vainqueur en 2014.

### Distinctions individuelles
- Meilleure réceptionneuse de la Ligue européenne 2021.
- Meilleure libéro du Tournoi de France 2022 (amical).